# Vrh pri Šentjerneju
Vrh pri Šentjerneju – wieś w Słowenii, w gminie Šentjernej. W 2018 roku liczyła 164 mieszkańców.